# Grão (Einheit)
Der Grão, auch in der Schreibweise Grao, war eine Masseneinheit (Gewichtsmaß) und stand für das Gewicht einer indischen roten bzw. schwarzen Bohne.
- 1 Grão = 1/48 Matical = 50 Milligramm

- Madeira und Porto Santo (Gewicht): 1 Grão = 0,002985 (1/335) Lot
- Portugal (Gewicht): 1 Grão = 0,2989 (1/335) Lot
- Portugal (Goldprobiergewicht): 1 Grão = 0,04781 (1/21) Lot
- Portugal (Silberprobiergewicht): 1 Grão = 0,1434 (1/7) Lot
- Portugal (Juwelengewicht): 1 Grão = 0,003087 (1/324) Lot
- Brasilien (Goldprobiergewicht): 1 Grão = 0,1434 (1/7) Lot
- Brasilien (Silbergewicht): 1 Grão = 0,0478 (1/21) Lot
- Brasilien (Medizinalgewicht): 1 Grão = 0,00299 (1/334) Lot

Anmerkung: Die Lot-Angaben beziehen sich auf ein deutsches Zollpfund zu 30 Lot.